# Майер, Корин

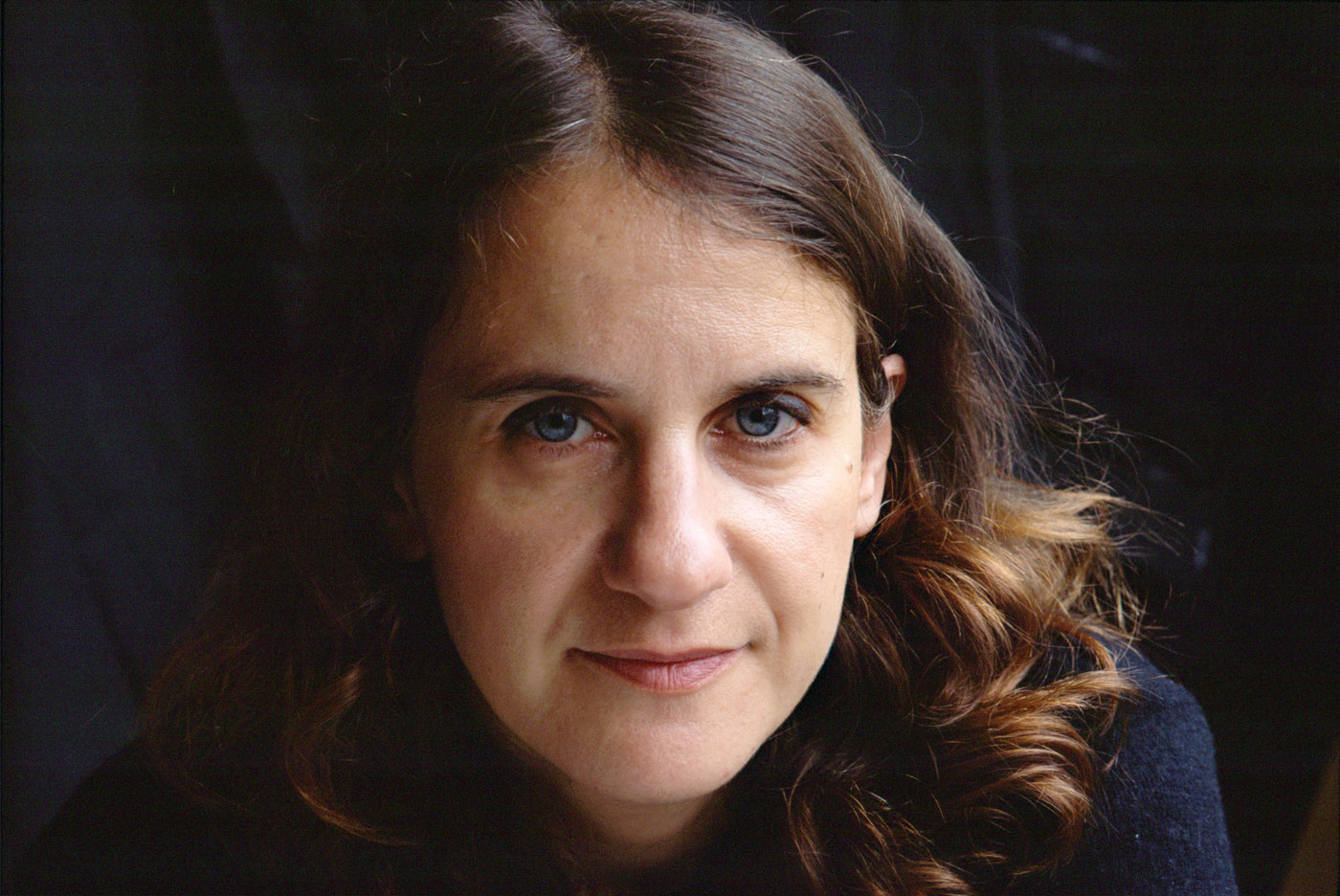

Корин Майер (родилась 7 декабря 1963) — французский психоаналитик, экономист и писательница.
Наиболее известна как автор романа Bonjour paresse— критического описания французской корпоративной культуры. В 2016 году Майер вошла в список BBC 100 Women.

## Биография
Майер родилась 7 декабря 1963 года в Женеве. Она обучалась в Национальном Фонде Политических Наук по специальностям «экономика» и «международные отношения», позже защитила докторскую диссертацию по психоанализу. Автор сатирического романа Bonjour Paresse, её творчество сравнивалось с работами Скотта Адамса. В 1992 году начала работать в Électricité de France в качестве экономиста. В 2004 году написала Bonjour Paresse, роман занял первое место в списке франкоязычных бестселлеров Amazon. В 2016 году Майер вошла в список BBC’s 100 Women.

## Избранные работы
- 2001, Le général de Gaulle à la lumière de Jacques Lacan
- 2002, Casanova, ou, La loi du désir
- 2002, Lacan sans peine
- 2003, De Gaulle et le gaullisme : une mythologie d’aujourd’hui
- 2004, Bonjour paresse : de l’art et de la nécessité d’en faire le moins possible en entreprise
- 2004, Buenos días, pereza : estrategias para sobrevivir en el trabajo
- 2004, L’Allemagne nazie : la haine au pouvoir
- 2004, Saint Pasteur : marginal & révolutionnaire
- 2004, Bon dia, mandra : estratègies per sobreviure a la feina
- 2004, L’obscène : la mort à l’oeuvre
- 2005, Le divan, c’est amusant : Lacan sans peine